# 망운초등학교 탄도분교
망운초등학교 탄도분교는 전라남도 무안군 망운면 탄도리 90에 있었던 학교이다.

## 연혁
- 1956.07.23 설립인가
- 1956.09.01 망운국민학교 탄도분교장으로 개교
- 1969.06.16 망운서국민학교 탄도분교장으로 이관
- 1997.03.01 망운국민학교 탄도분교장으로 이관
- 2001.02.28 망운초등학교 탄도분교장 폐지